# Oligomyrmex bohemicus
Oligomyrmex bohemicus är en myrart som först beskrevs av Gottfried Novak 1878.  Oligomyrmex bohemicus ingår i släktet Oligomyrmex och familjen myror. Inga underarter finns listade i Catalogue of Life.